# Conocephalus burri
Conocephalus burri är en insektsart som beskrevs av Viktor von Ebner-Rofenstein 1910. Conocephalus burri ingår i släktet Conocephalus och familjen vårtbitare. Inga underarter finns listade i Catalogue of Life.